# Grande-Bretagne aux Jeux olympiques d'été de 1960
La Grande-Bretagne participe aux Jeux olympiques d'été de 1960 à Rome. Elle y remporte vingt médailles : deux en or, six en argent et douze en bronze, se situant à la quatorzième place des nations au tableau des médailles. La délégation britannique regroupe 253 sportifs.